# Imaculada Conceição de Balide

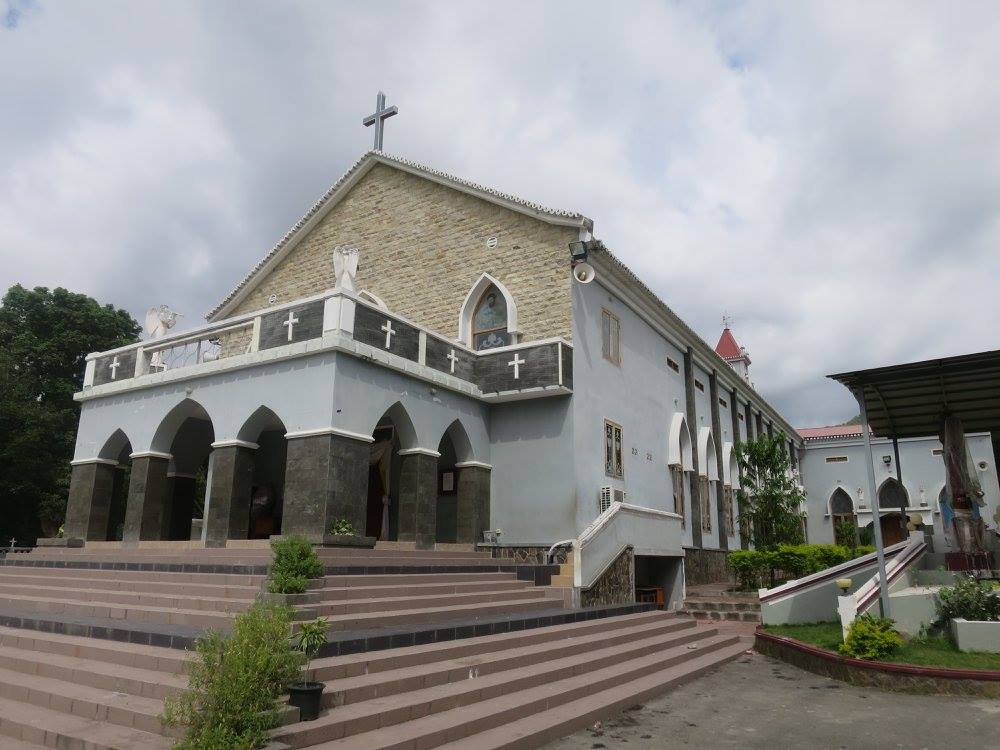
Die Kirche von Balide

Die Igreja da Imaculada Conceição de Balide (deutsch Mariä-Empfängnis-Kirche von Balide) ist eine römisch-katholische Kirche in Balide, einem Stadtteil der osttimoresischen Landeshauptstadt Dili. Sie befindet sich im Süden des Suco Santa Cruz (Verwaltungsamt Nain Feto) und gehört zum Erzbistum Dili.

## Übersicht

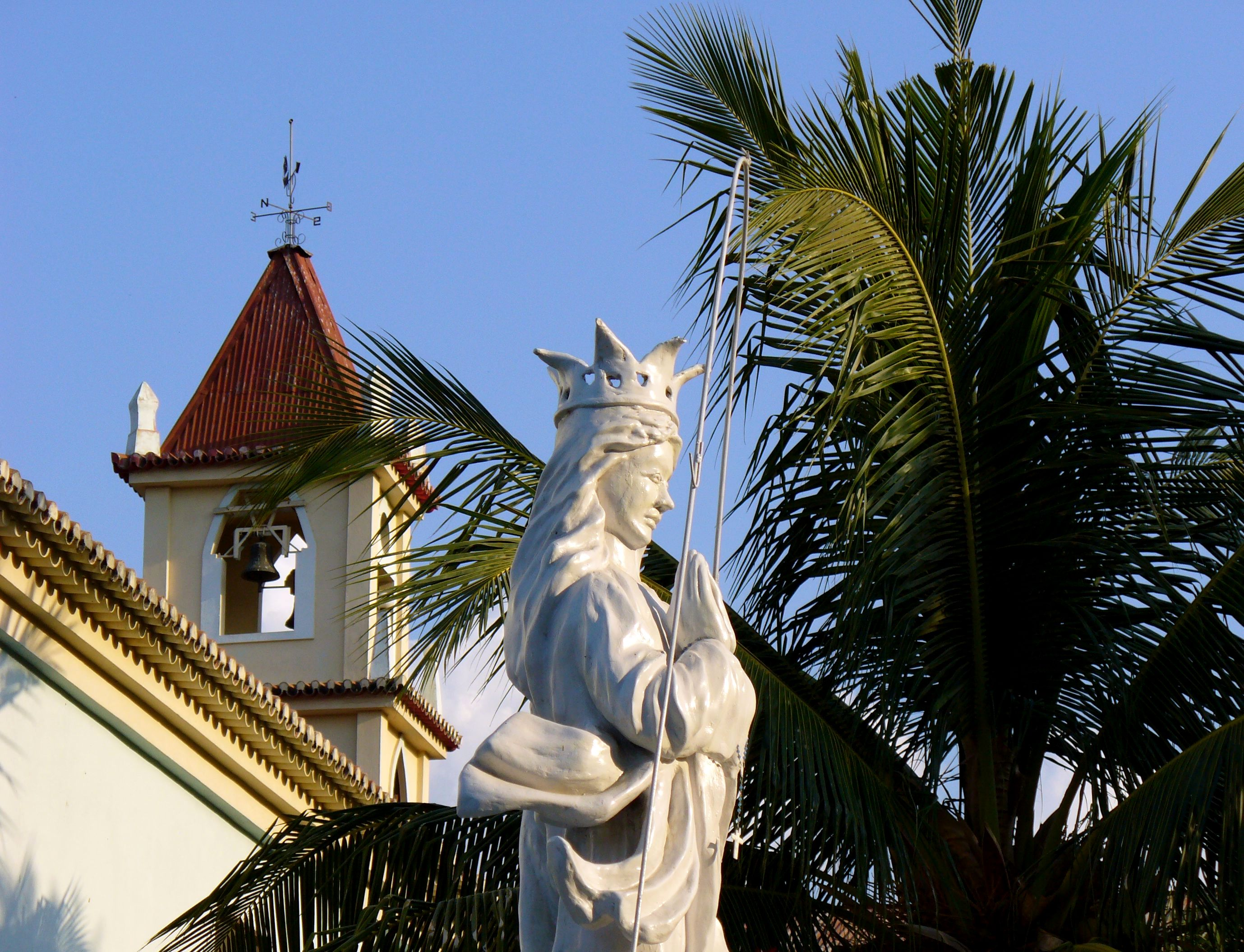
Die Marienstatue vor der Kirche (2003), noch ohne Überdachung und Bemalung.

Die Kirche wurde 1939 errichtet. Sie ist Teil eines größeren Komplexes, zu dem auch ein Pfarrsaal, mehrere Schulen, das Colégio de São José und das Seminário Maior de Balide gehören. Nach den Unruhen in Osttimor 2006 diente das Gelände als Flüchtlingslager für über 300 Familien.
Anders als die meisten anderen Kirchen des Landes hat die Kirche von Balide ein Querschiff, das einen T-förmigen Grundriss schafft. Auch die Seiten sind mit Sitzbänken bestückt.
Die Pfarrei wurde am 5. September 1945 gegründet. Zu ihr gehören die Sucos Santa Cruz, Mascarenhas, Bemori, Lahane Oriental und Lahane Ocidental mit insgesamt über 38.000 Einwohnern, von denen fast alle sich zum katholischen Glauben bekennen.
Am 2. Dezember 2005 wurde in der Kirche der nationale Pfadfinderverband gegründet, die União Nacional dos Escuteiros de Timor-Leste.

## Galerie

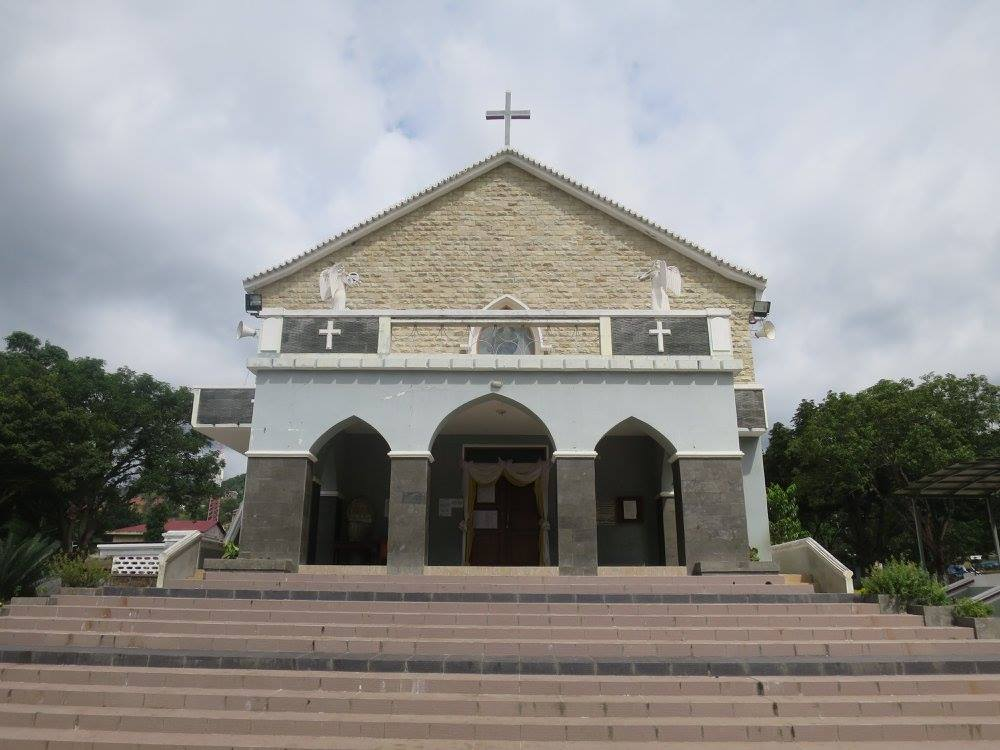
Der Haupteingang
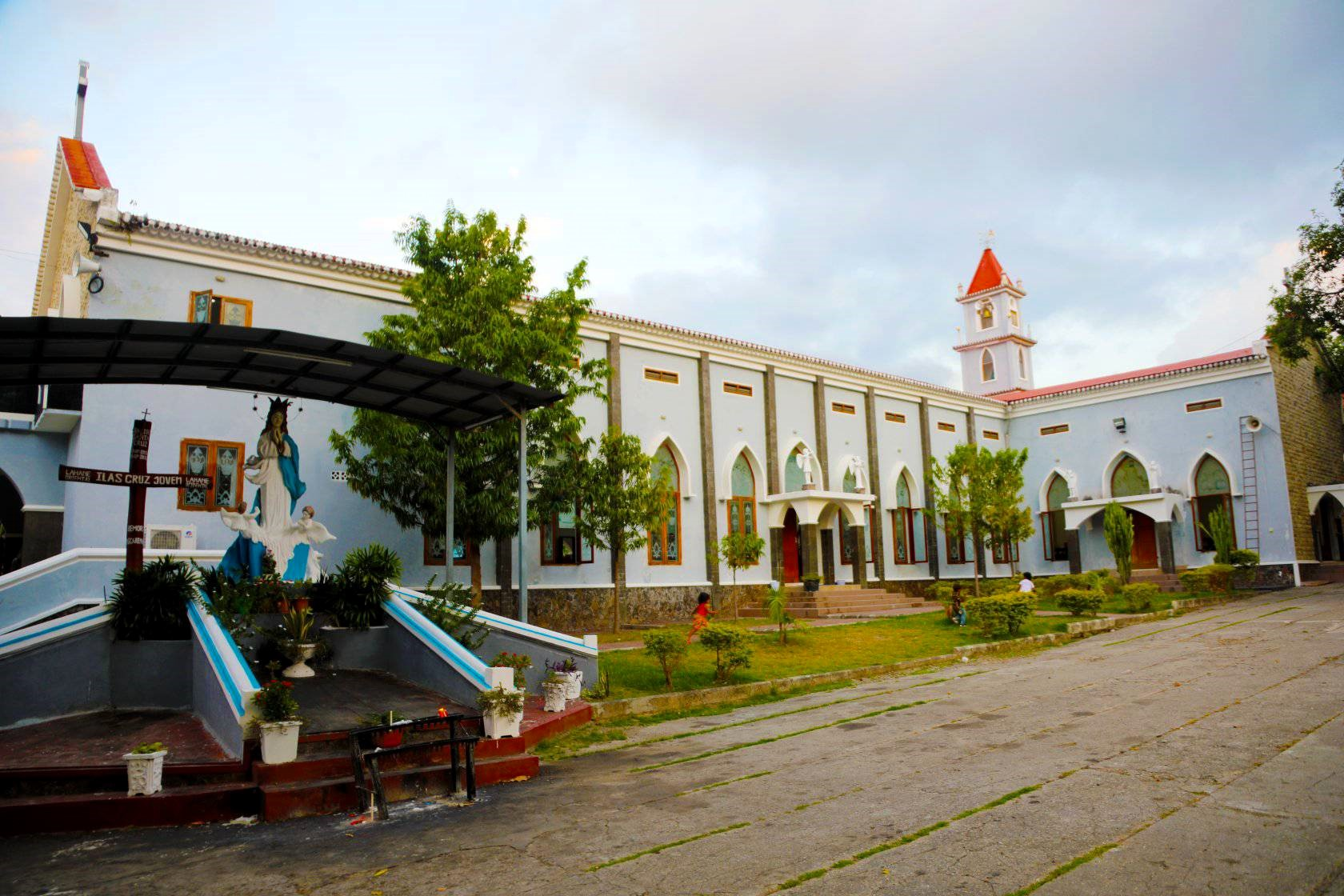
Westseite
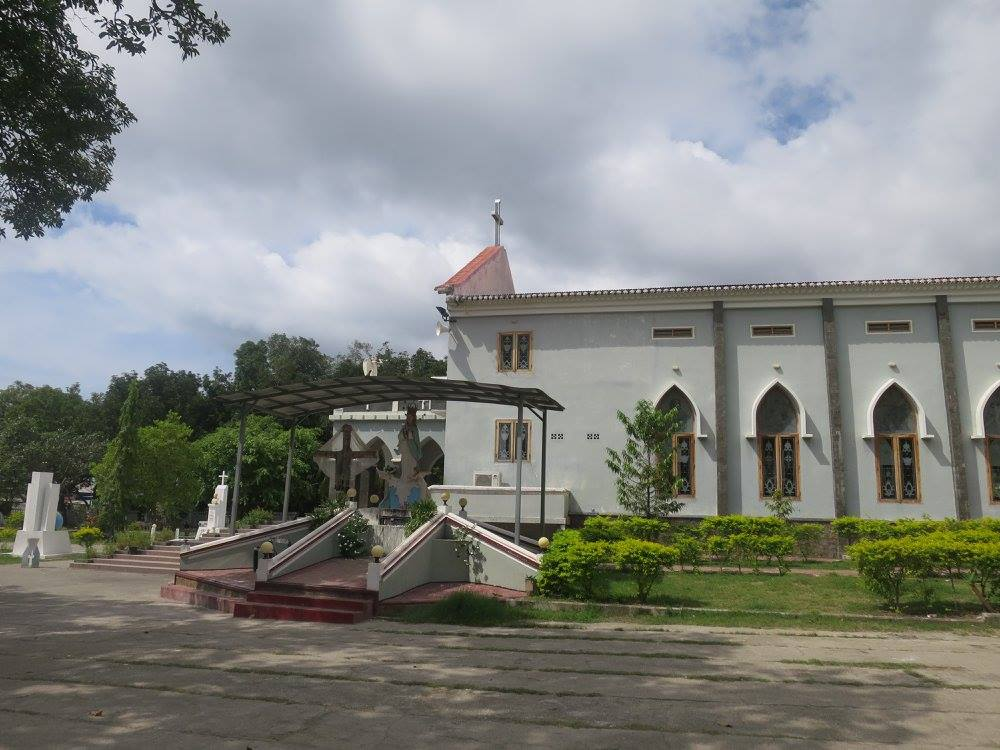
Die Marienstatue vor der Kirche (2017)
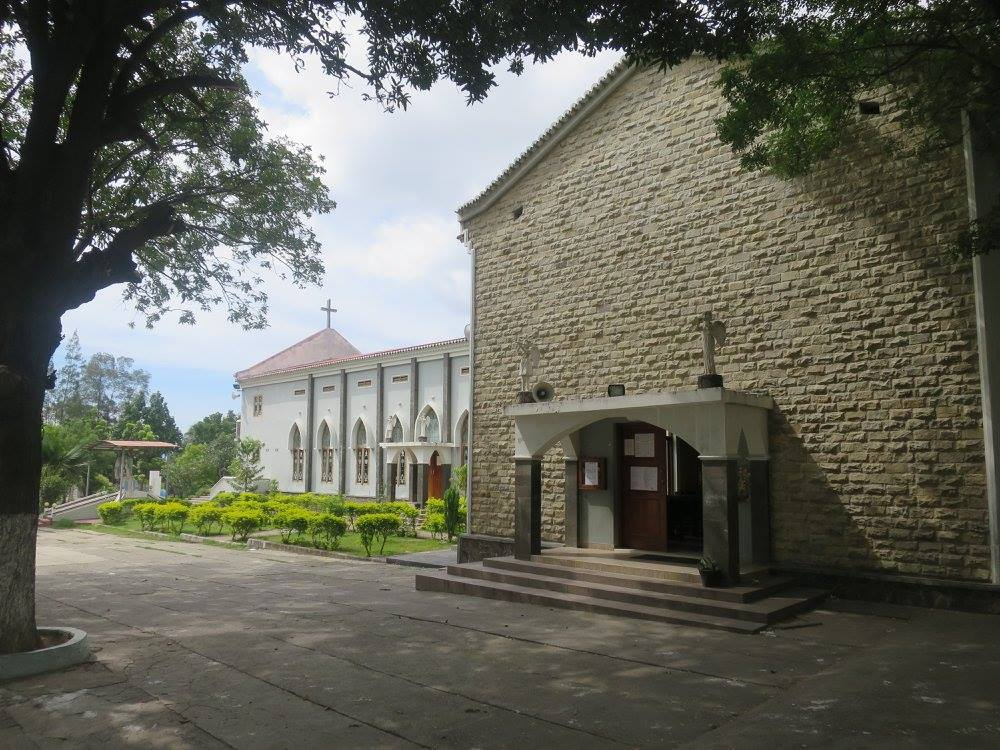
Seiteneingang zum Querschiff im Westen
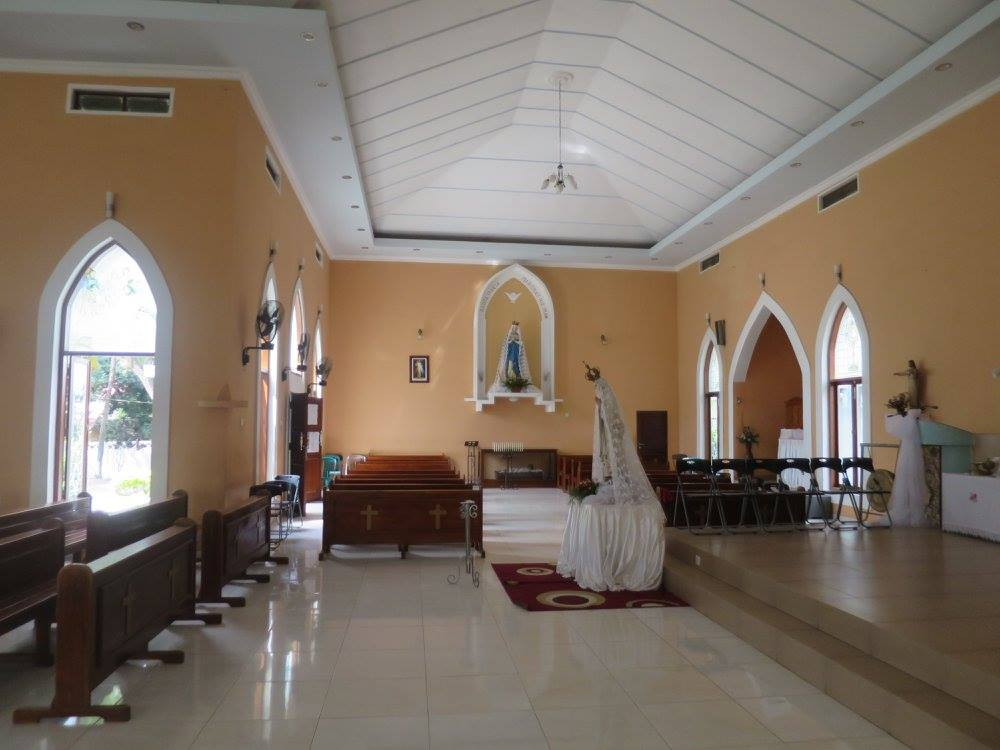
Ostseite des Querschiffs
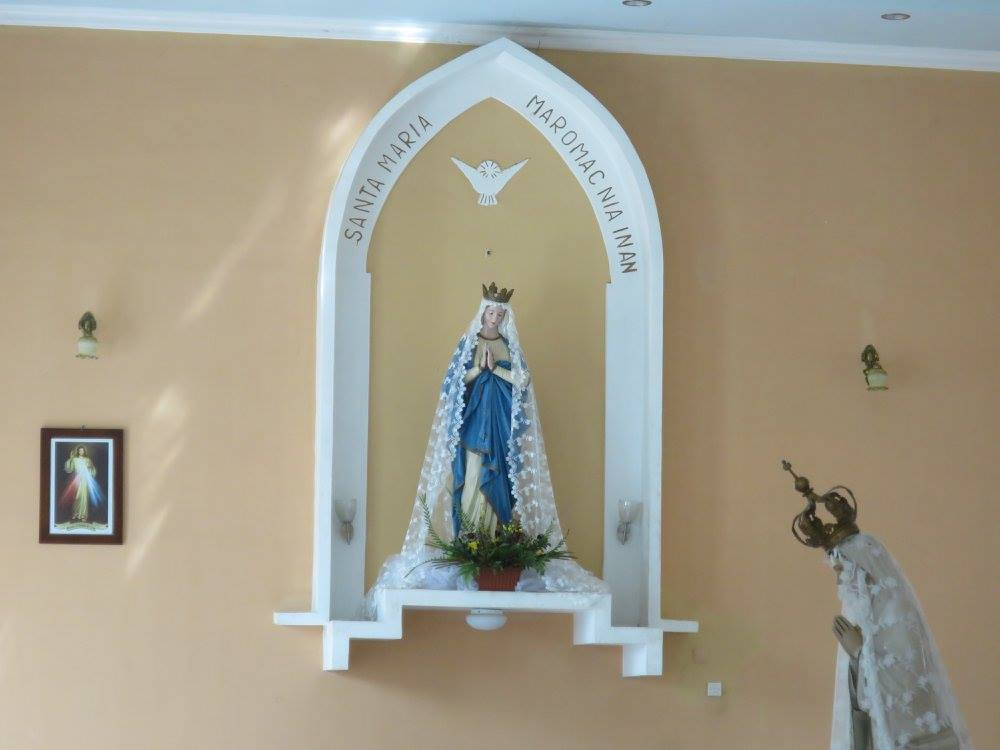
Marienbildnis im östlichen Querschiff
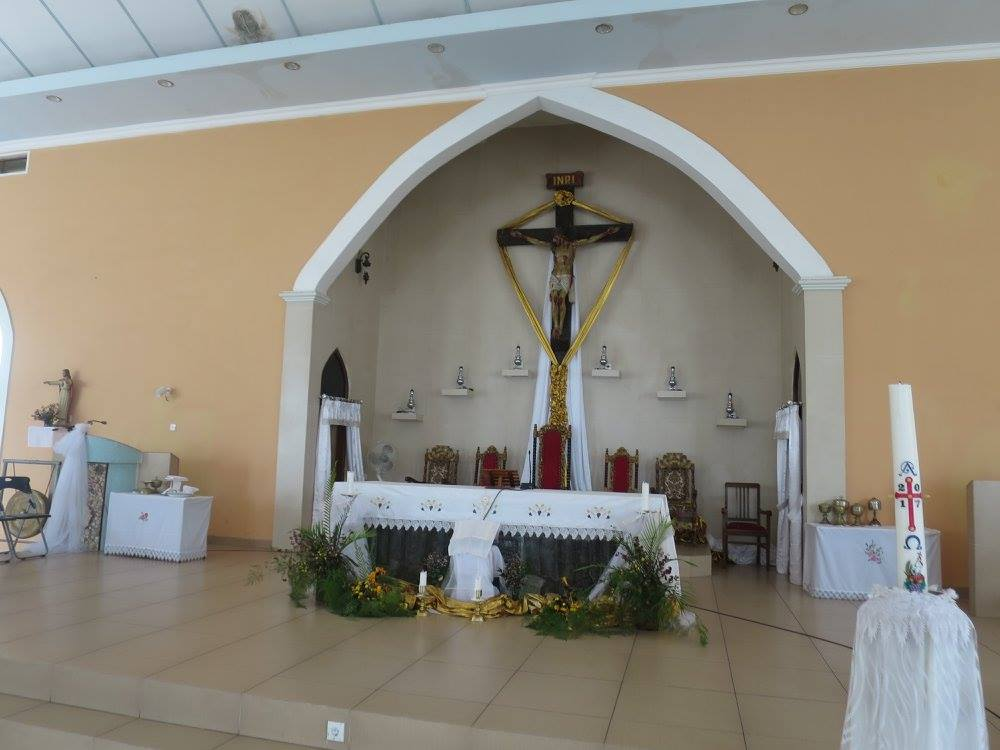
Der Altar
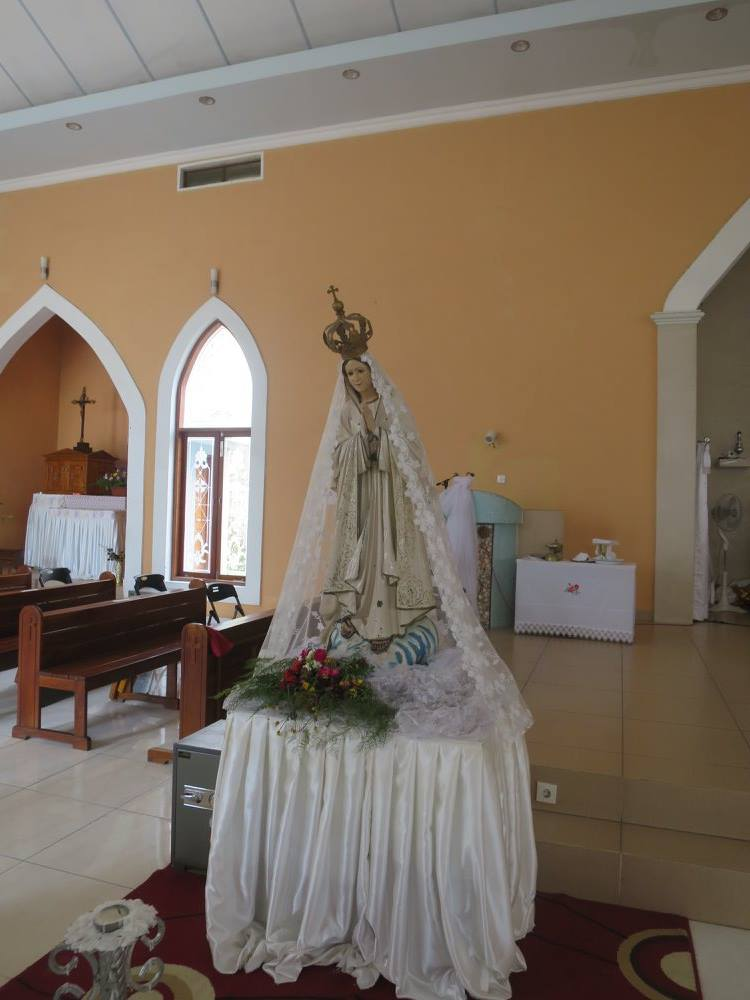
Marienbildnis vor dem Altar
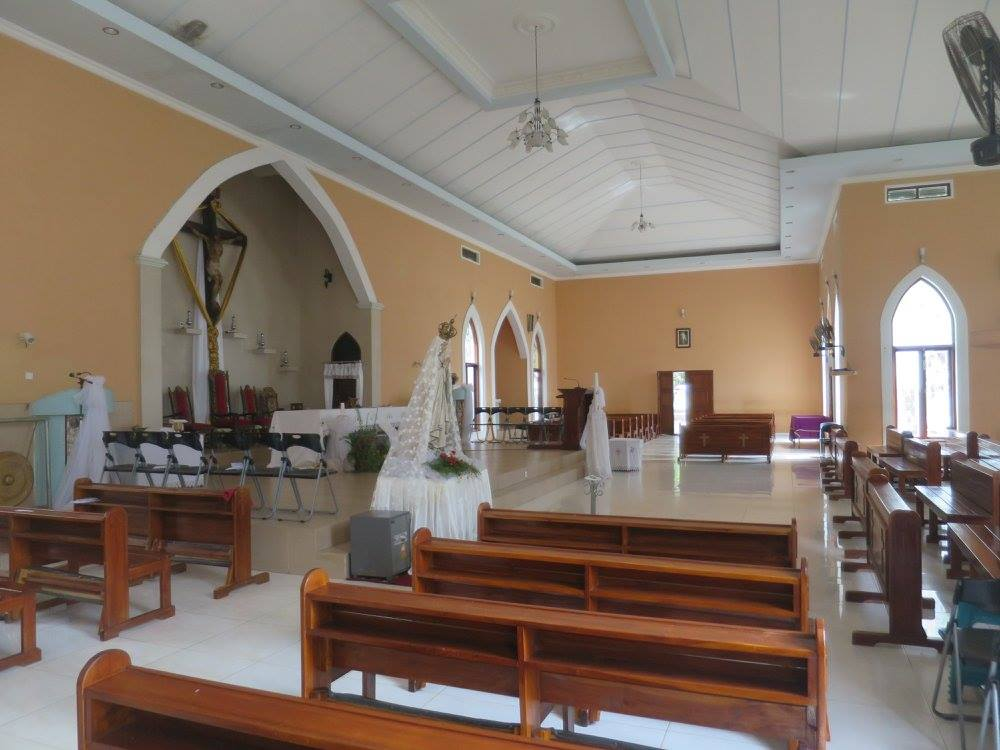
Blick nach Westen im Querschiff
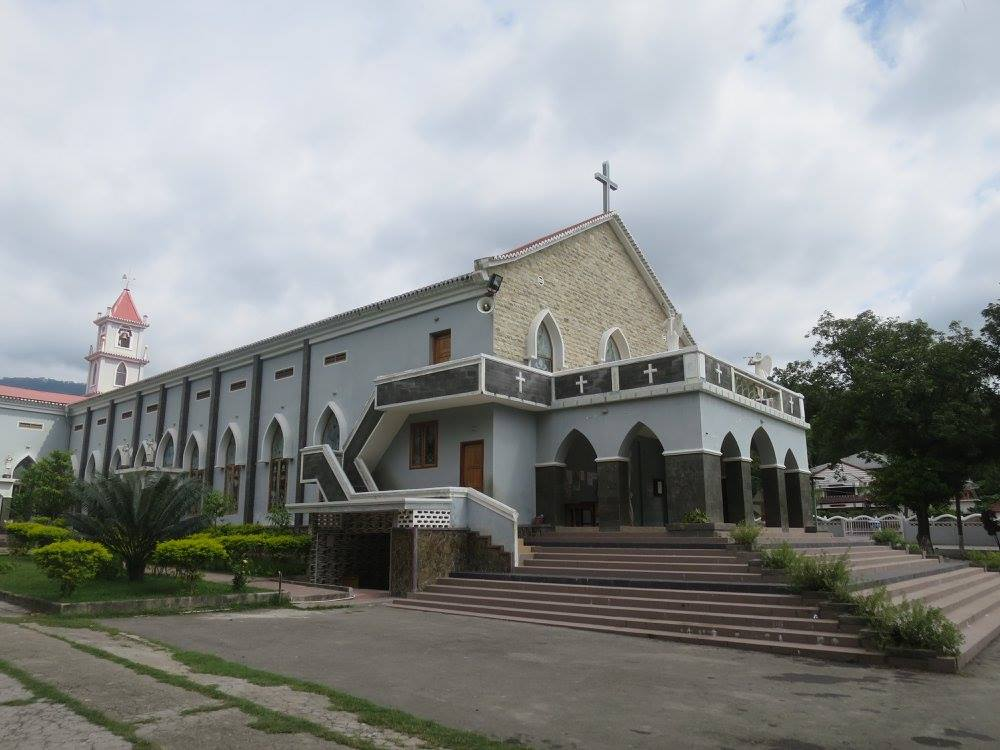
Ostseite
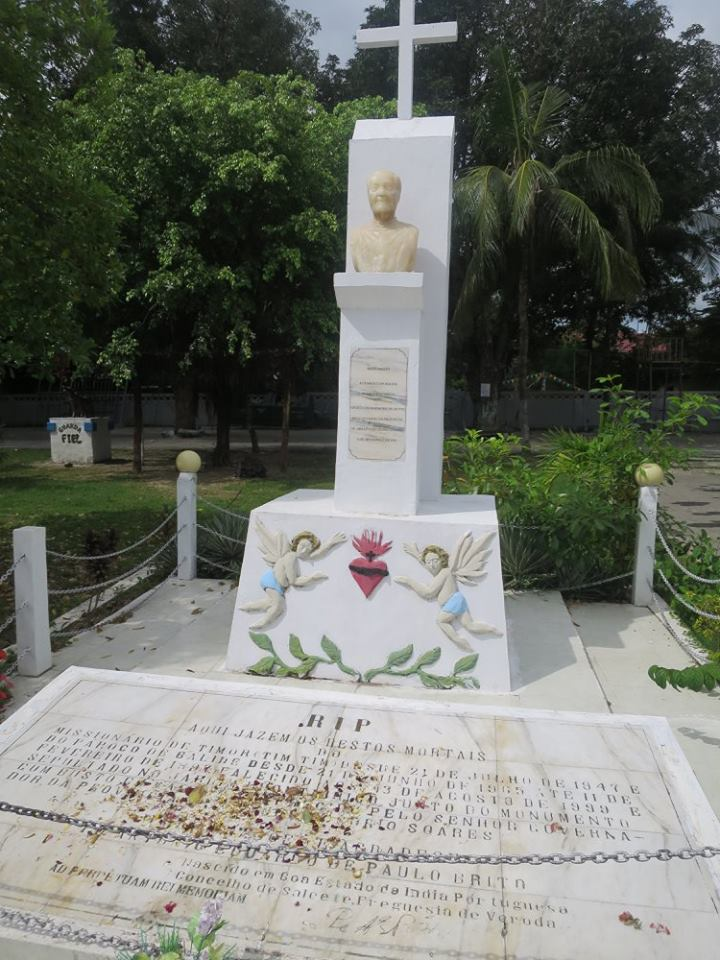
Grab
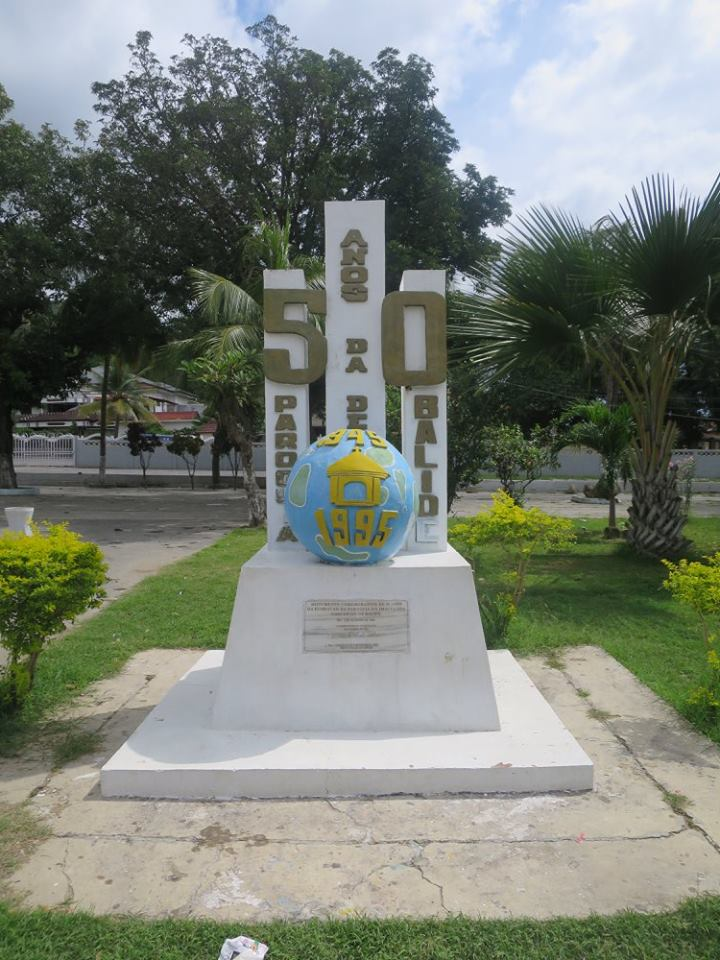
Denkmal zum 50. Jubiläum der Pfarrei
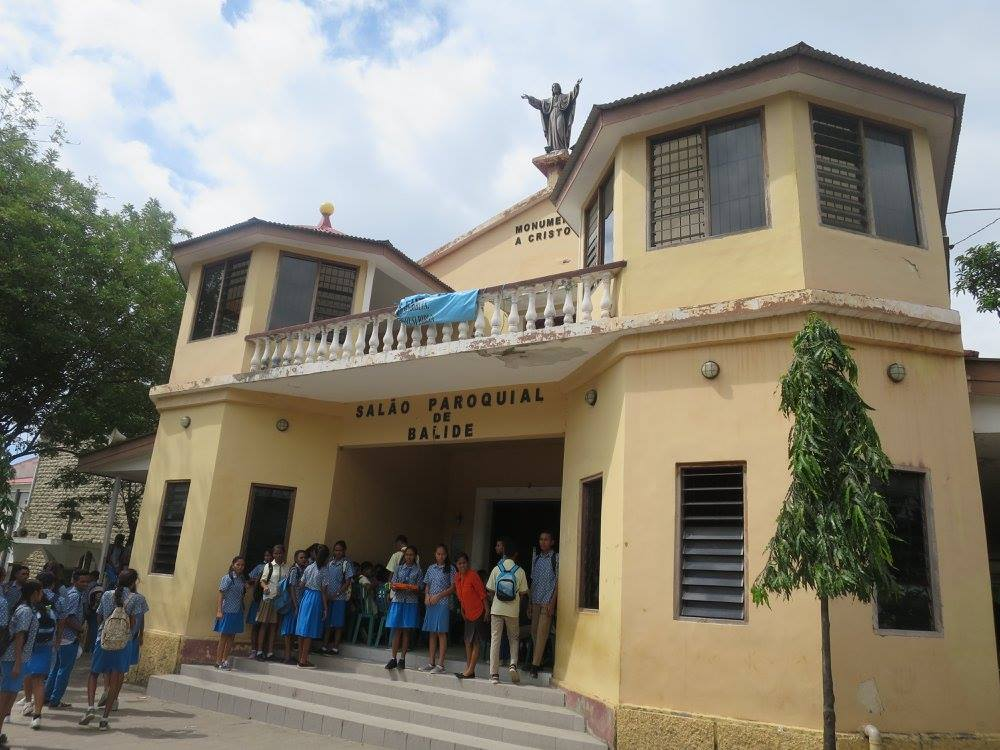
Der Pfarrsaal